# Kuang Anyar
Kuang Anyar is een bestuurslaag in het regentschap Ogan Ilir van de provincie Zuid-Sumatra, Indonesië. Kuang Anyar telt 795 inwoners (volkstelling 2010).